# 生物安全櫃

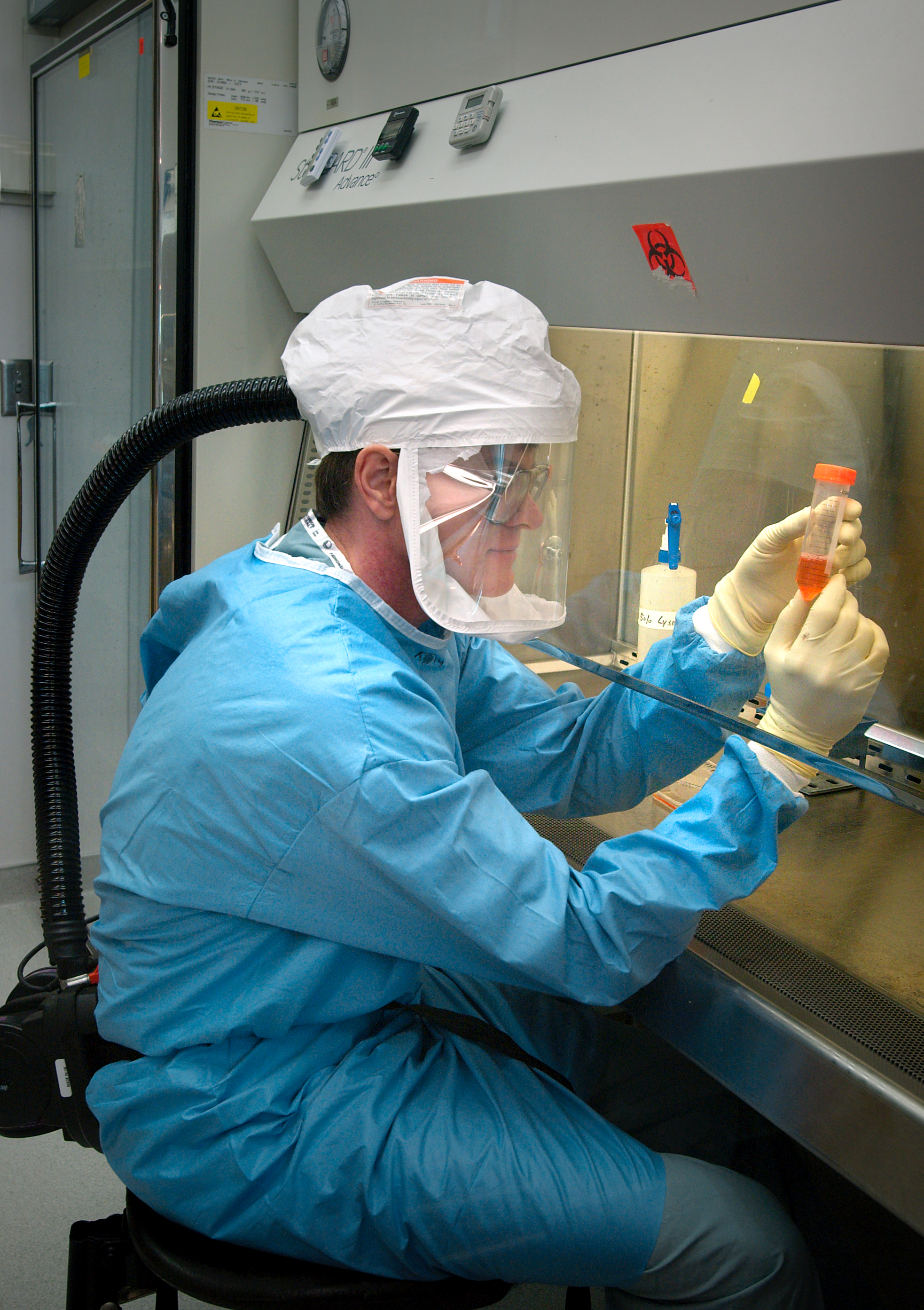
生物安全櫃

生物安全櫃（英語：biosafety cabinet, biological safety cabinet，一般簡稱BSC），是生物安全實驗室常見的重要設備，異於化學實驗室內的通風櫃（Fume Hood），或者是層流櫃(Laminar flow cabinet)。其主要是藉由櫃體內的高效濾網（high efficiency particulate air filter, HEPA filter）過濾進排氣並在櫃體內產生向下氣流的方式來避免感染性生物材料污染環境與感染實驗操作人員，亦或是實驗操作材料間的交叉污染。

## 檢測標準
而世界各主要BSC產品認證、安裝檢測及年度檢測知國家標準包括
1. 台灣：CNS 15970
2. 美國：NSF/ANSI 49
3. 歐盟：BS EN 12469:2000
4. 澳洲：AS 2252.2（製造、安裝、使用標準）AS1807（檢測標準）
5. 日本：JIS K3800:2000

### 台灣
台灣生物材料安全等級、實驗室生物安全標準如下列。
- 生物材料安全等級
  - RG1(第一級)--與人類無關或不引發人類相關疾病。
  - RG2(第二級)--引起輕微疾病、現有預防、治療方法。
  - RG3(第三級)--引起重度疾病、現有預防、治療方法。
  - RG4(第四級)--引起重度疾病、現未有預防、治療方法。
- 實驗室之生物安全等級規定

### 實驗室之生物安全等級 (Biosafety level)
| 等級\項目                       | 實驗室類型                   | 操作規範 | 初級屏障及安全設備 | 設施（二級屏障） |
| 生物安全第一等級（BSL-1）實驗室 | 基礎教學、研究               | 標準微生物規範(GMT) | 1.初級屏障：不需要。2.個人防護裝備：實驗衣及手套，眼部及面部防護裝備視需要配戴。                                                                  | 實驗工作台及水槽 |
| 生物安全第二等級（BSL-2）實驗室 | 初级衛生服務；診斷服務、研究 | BSL-1操作規範加上： 1.限制進入；2.張貼生物危害标志 ；3.尖銳物品預防措施；4.生物安全手冊規定必要之廢棄物除汙或醫學監視政策 | 1.初級屏障：使用生物安全櫃或其他物理性防護裝置，進行病原體操作可能產生之噴濺或气溶胶 2.個人防護裝備：實驗衣及手套，眼部及面部防護裝備視需要配戴。 | BSL-1加上：最好有滅菌器 |
| 生物安全第三等級（BSL-3）實驗室 | 特殊的诊断、研究             | BSL-2操作規範加上：1.管制進入；2.所有廢棄物應進行除汙；3.實驗衣清洗前應進行除汙。                                         | 1.初級屏障：使用生物安全櫃進行病原體之所有操作。2.個人防護裝備：防護衣及手套，眼部、面部及呼吸防護裝備視需要配戴                                  | BSL-2加上：1.物理性區隔入口走道。2.自動關閉之雙門入口；3.排氣不可循環；4.設施內設置滅菌器；5.實驗室向內負壓氣流；6.經由前室或氣鎖區進入；7.洗手槽靠近實驗室出口。 |
| 生物安全第四等級（BSL-4）實驗室 | 危险病原体研究               | BSL-3操作規範加上：1.進入前更換實驗衣物；2. 出去前淋浴；3.所有物質應經除汙再移出設施。                                    | 初級屏障：所有操作於第III級生物安全櫃，或是第II級生物安全櫃加上連身式正壓防護衣。                                                                 | BSL-3加上：1.獨立建築物或隔離區域；2.專屬進氣與排氣、真空及除汙系統。                                                                                             |

## 延伸閱讀
WHO
1. Laboratory Biosafety Manual - Third Edition （页面存档备份，存于）
2. Biorisk management: Laboratory biosecurity guidance, WHO Sept. 2006 （页面存档备份，存于）

US
1. Primary Containment for Biohazards: Selection, Installation and Use of Biological Safety Cabinets 3rd Edition Sept. 2007 USA CDC （页面存档备份，存于）
2. Biosafety in Microbiological and Biomedical Laboratories (BMBL) 5th Edition, Feb 2007 USA  （页面存档备份，存于）
3. NSF/ANSI Standard 49

Canada
1. Laboratory Biosafety Guidelines 3rd Edition–2004 Canada  （页面存档备份，存于）
2. Containment Standards for Veterinary Facilities, Canada （页面存档备份，存于）

Europen
1. BS EN 12469:2000, Biotechnology. Performance criteria for microbiological safety cabinets , Europen[]

Australian:
1. AS 2252, Controlled environments Biological safety cabinets Class I, II, II - Design, installation and use

Taiwan:
1. CNS 15970:2017 生物安全櫃：設計、構造、功能及現場驗證[永久]